# Вашингтонська угода
Вашингто́нська уго́да — угода, підписана між боснійськими хорватами в особі Республіки Хорватія та боснійцями в особі Республіки Боснія і Герцеговина (в уряді якої тоді переважали боснійці) 18 березня 1994 року в Вашингтоні, про припинення вогню між Хорватською радою оборони та Армією Республіки Боснія і Герцеговина (єдиного на той момент всесвітньо визнаного державного утворення на території сучасної Боснії і Герцеговини).
Під угодою поставили підписи прем'єр-міністр Республіки Боснія і Герцеговина Харіс Сілайджич, міністр закордонних справ Хорватії Мате Гранич і президент Герцег-Босни Крешимир Зубак. Внаслідок угоди припинила існування Хорватська республіка Герцег-Босна, а хорватську і боснійську території об'єднано в Федерацію Боснія і Герцеговина, яку поділено на кантони. Кантональна система задумувалася як свого роду запобіжний захист від можливого панування одного народу над іншим.
Вашингтонська угода рішуче поклала край боснійсько-хорватському конфліктові в ході Боснійської війни, але залишила багато нерозв'язаних питань. Водночас, договір, укладений у Вашингтоні, поряд із Дейтонськими угодами є, на думку хорватської сторони, одним із найсуперечливіших політичних рішень, породжених загальною югославською кризою.